# Communauté de communes de la Plaine du Rhin
La communauté de communes de la plaine du Rhin est une structure intercommunale française centrée autour de la commune de Beinheim, dans le Bas-Rhin.

## Historique
La communauté de communes de la plaine du Rhin est née de la fusion, en 2014, de trois communautés de communes existantes: la C.C. de la plaine de la Sauer et du Seltzbach, la C.C. de la Lauter  et la C.C. de Seltz - Delta de la Sauer.

## Composition
La communauté de communes est composée des 19 communes suivantes :

| Nom                        | Code Insee | Gentilé             | Superficie (km2) | Population (dernière pop. légale) | Densité (hab./km2) |
| -------------------------- | ---------- | ------------------- | ---------------- | --------------------------------- | ------------------ |
| Beinheim (siège)           | 67025      | Beinheimois         | 15,23            | 1 904 (2022)                      | 125                |
| Buhl                       | 67069      | Buhlois             | 4,4              | 508 (2022)                        | 115                |
| Crœttwiller                | 67079      | Croettwillerois     | 2,55             | 181 (2022)                        | 71                 |
| Eberbach-Seltz             | 67113      | Eberbachois         | 4,14             | 433 (2022)                        | 105                |
| Kesseldorf                 | 67235      | Kesseldorfois       | 7,26             | 450 (2022)                        | 62                 |
| Lauterbourg                | 67261      | Lauterbourgeois     | 11,25            | 2 336 (2022)                      | 208                |
| Mothern                    | 67305      | Mothernois          | 10,3             | 1 927 (2022)                      | 187                |
| Munchhausen                | 67308      | Munchhausennois     | 5,92             | 799 (2022)                        | 135                |
| Neewiller-près-Lauterbourg | 67315      | Neewillerois        | 7,34             | 653 (2022)                        | 89                 |
| Niederlauterbach           | 67327      | Niederlauterbachois | 11,22            | 941 (2022)                        | 84                 |
| Niederrœdern               | 67330      | Niederroedernois    | 6,88             | 894 (2022)                        | 130                |
| Oberlauterbach             | 67346      | Oberlauterbachois   | 5,32             | 549 (2022)                        | 103                |
| Salmbach                   | 67432      | Salmbachois         | 8,91             | 589 (2022)                        | 66                 |
| Schaffhouse-près-Seltz     | 67440      | Schaffhousois       | 4,49             | 549 (2022)                        | 122                |
| Scheibenhard               | 67443      | Scheibenhardois     | 4,62             | 875 (2022)                        | 189                |
| Seltz                      | 67463      | Seltzois            | 21               | 3 168 (2022)                      | 151                |
| Siegen                     | 67466      | Siegenois           | 8,1              | 516 (2022)                        | 64                 |
| Trimbach                   | 67494      | Trimbachois         | 3,94             | 582 (2022)                        | 148                |
| Wintzenbach                | 67541      | Wintzenbachois      | 6,96             | 525 (2022)                        | 75                 |

### Établissements publics de coopération intercommunale limitrophes

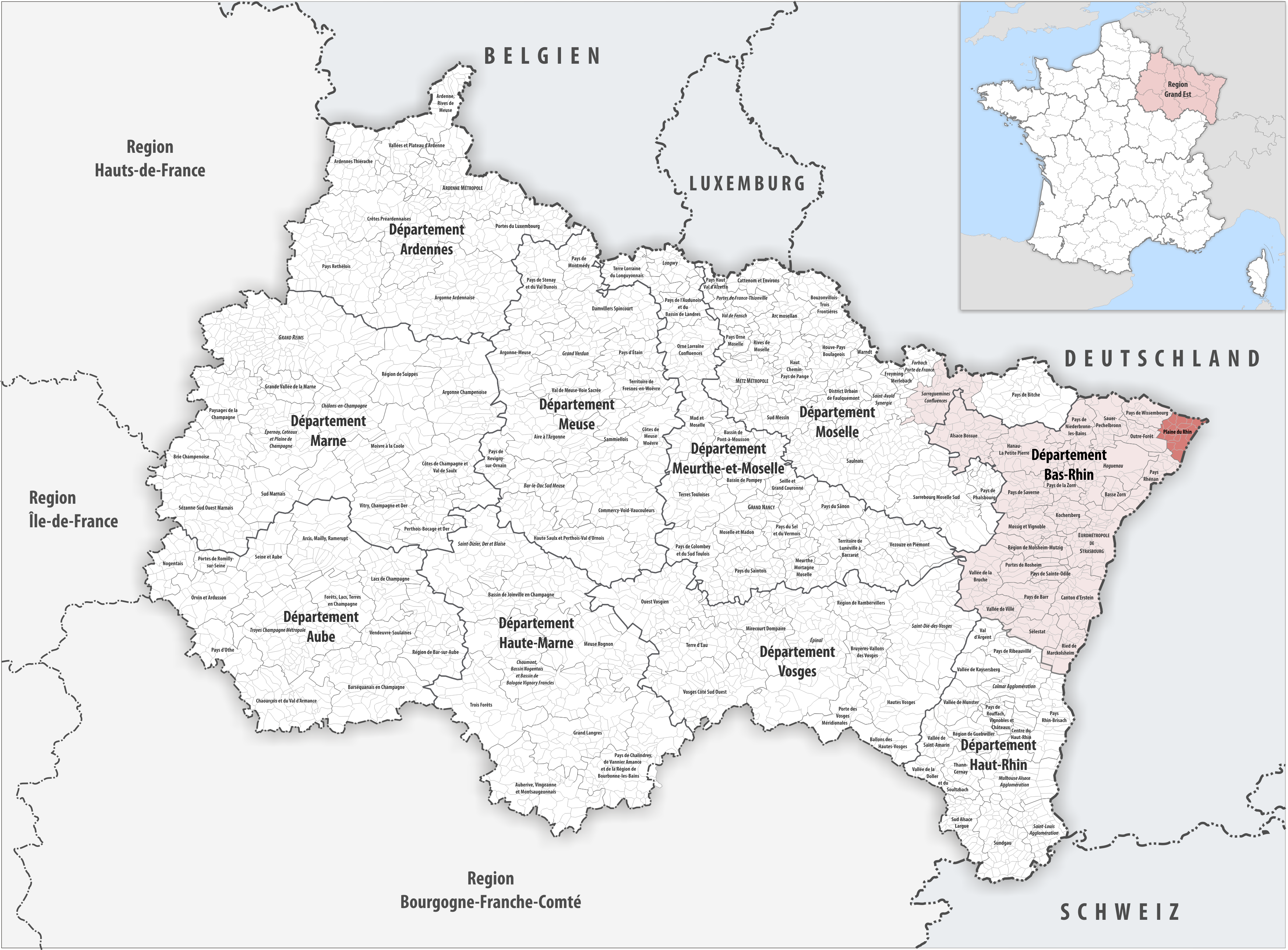
Communauté de communes de la Plaine du Rhin, au sein du Grand Est.

### Pôle d'équilibre territorial et rural
La communauté de communes, conjointement avec la communauté de communes du Pays Rhénan, forme le pôle d'équilibre territorial et rural (PETR) de la Bande Rhénane Nord.

## Organisation

### Exécutif
Les membres du conseil communautaire ont été installés dans leurs fonctions lors de la séance du 16 avril 2014. La communauté de communes de la plaine du Rhin compte 1 président et 5 vice-présidents, à la suite du décès de Jean-Michel Fetsch, maire de Lauterbourg :
Président
- Bernard Hentsch, maire de Beinheim

Vice-présidents
- 1er vice-président : Jean-Luc Ball, maire de Seltz
- 2e vice-président : Philippe Giraud, maire de Schaffhouse-près-Seltz
- 3e vice-présidente : Denis DRION, maire de Niederroedern
- 4e vice-président : Joseph SAUM, maire de Lauterbourg

### Conseil communautaire
Le conseil communautaire de la communauté de communes se compose de 31 conseillers pour la mandature 2020-2026, répartis comme suit :
| Nombre de conseillers | Communes                  |
| --------------------- | ------------------------- |
| 5                     | Seltz                     |
| 4                     | Lauterbourg               |
| 3                     | Beinheim, Mothern         |
| 2                     | Niederlauterbach          |
| 1                     | Les 14 communes restantes |

## Transports
La communauté de communes est devenue autorité organisatrice de la mobilité (AOM).
Elle est traversée, du nord au sud, par l'autoroute A35 et la ligne de Strasbourg à Lauterbourg. Sur cette dernière, le Réseau express métropolitain européen s'arrête à Herrlisheim, situé dans la communauté de communes voisine. La ligne fera l'objet de lourds travaux.
La route départementale RD3 relie Wissembourg à Lauterbourg.
Une ligne de bus entre Rastatt (Allemagne) et Seltz est prévue.

### Impact énergétique et climatique

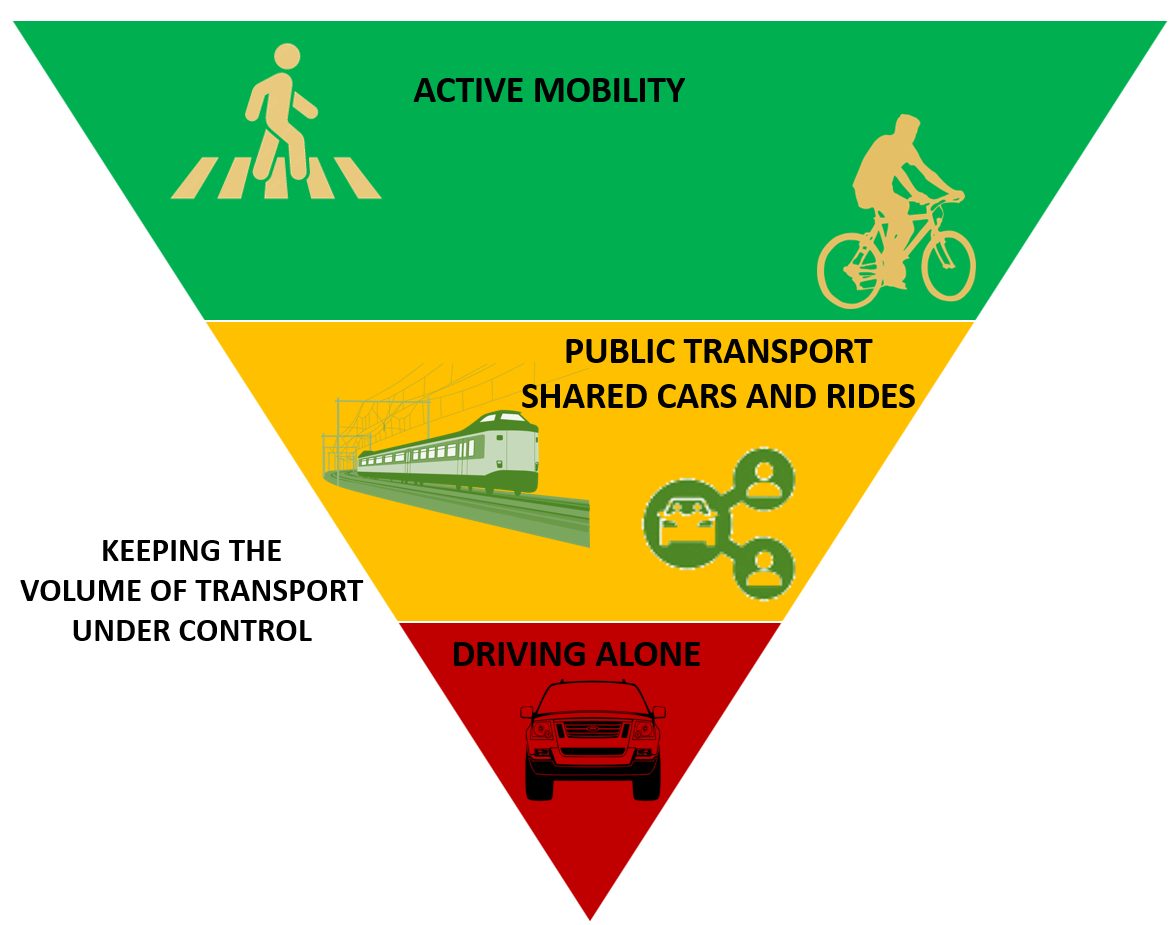
Pyramide de la mobilité, proposée par le projet européen Share North.

| -                              | Transports routiers | Autres transports |
| ------------------------------ | ------------------- | ----------------- |
| Carburant (GWh)                | 158                 | 18                |
| Électricité (GWh)              | 0                   | 0                 |
| Gaz à effet de serre (ktéqCO2) | 40                  | 4                 |

## Environnement

### Déchets
Wintzenbach héberge une installation de stockage de déchets non dangereux, d'une capacité maximale de 35000 tonnes
,.

### Énergie et climat
Dans le cadre du schéma régional d'aménagement, de développement durable et d'égalité des territoires (SRADDET) du Grand Est, ATMO Grand Est tient à jour les statistiques énergétiques  des établissements publics de coopération intercommunale de la collectivité européenne d'Alsace sous forme de diagramme de flux.
L'énergie finale annuelle, consommée en 2021, est exprimée en gigawatts-heures,.
| -                          | GWh   |
| -------------------------- | ----- |
| Électricité                | 409   |
| Carburants ou combustibles | 1 246 |
| Chaleur primaire           | 192   |

L'énergie produite en 2021 est également exprimée en gigawatts-heures.
| -                          | GWh |
| -------------------------- | --- |
| Électricité                | 23  |
| Carburants ou combustibles | 917 |
| Chaleur primaire           | 34  |

Les gaz à effet de serre sont exprimés en kilotonnes équivalent CO2.
| -                     | ktéqCO2 |
| --------------------- | ------- |
| Liées à l'énergie     | 195     |
| Non liées à l'énergie | 38      |

## Pour approfondir